# Avenue de la Chasse

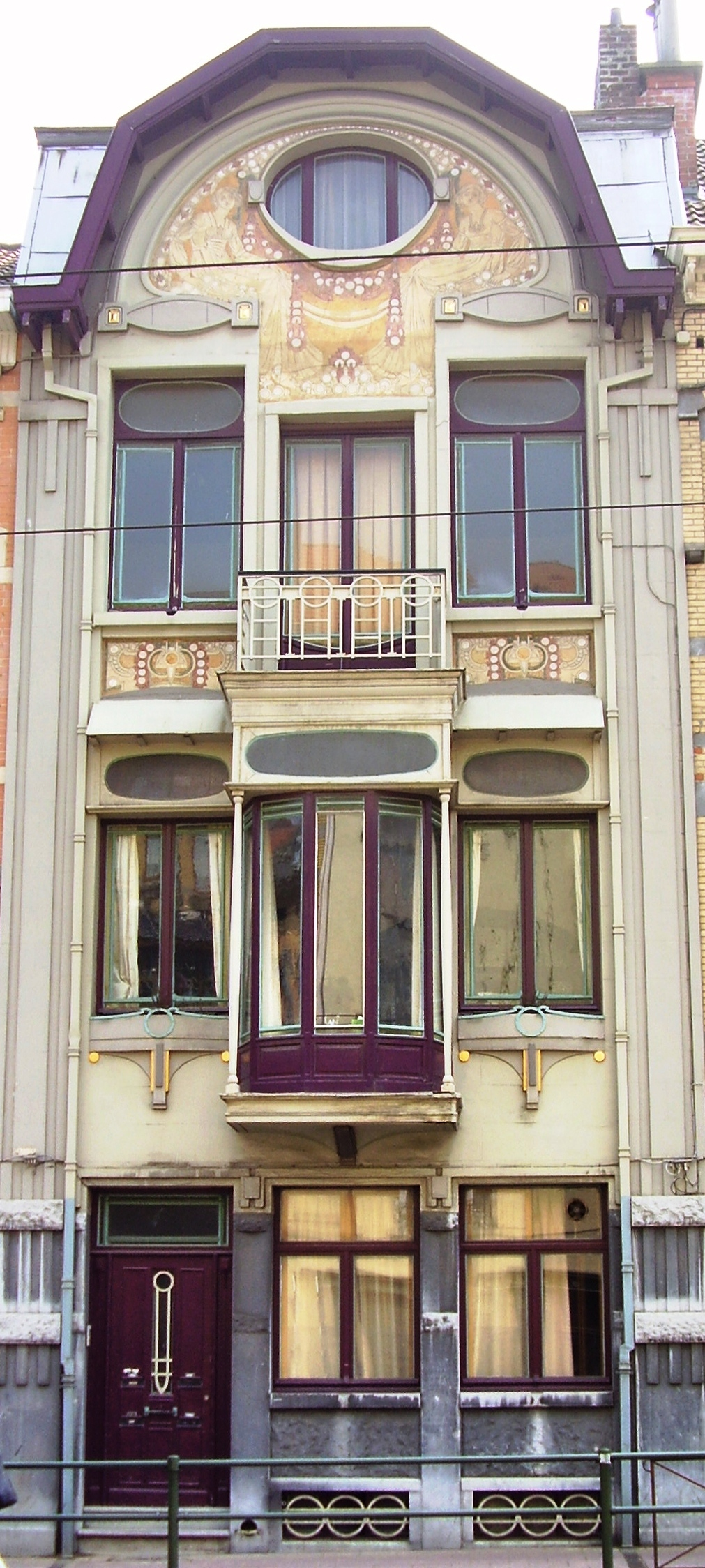
Maison de Paul Cauchie, avenue de la Chasse 141, Etterbeek (1912)

 (août 2025).
L'Avenue de la Chasse (en néerlandais : Jachtlaan) est une avenue bruxelloise de la commune d'Etterbeek en Belgique, qui va du carrefour de la Chasse (chaussée de Wavre) à la place Saint-Pierre en passant par place des Acacias.
L'avenue est ouverte en 1871, selon les lignes du plan d’aménagement de Victor Besme. Elle est établie entre 1906 et 1910. Les premières maisons y bâties, en style néoclassique, sont au numéros 75-77 (1904, arch. Ed. Bournonville), 79 (1901), 81 (1900, arch. Ed. Bournonville), ainsi que les numéros 68 (1905) et 70 (1905, arch. Henri Caron), 83 (1901), 85 (1901, arch. Ed. Bournonville) et 87 (1900) de même qu'une maison à l'angle de la rue Colonel Van Gele. Au numéros 133-135 persiste une construction datant de 1898 appartenant à l'ancienne rue des Bleuets (actuellement rue Général Wangermée).
Une série de maisons en style éclectique ou moderniste, baties dans les années 1920, longe le premier tronçon de l'avenue, proche du carrefour de la Chasse.
Les numéros 3, 5 et 7, construits en 1921 sur les plans de l'architecte Robert Allard, comprennent un immeuble et une salle de « spectacles cinématographiques » contenant 662 places et communiquant avec le numéro 6, rue des Champs.
Aux numéros 13-15 (et rue des Champs no 12) insistait un autre cinéma, « Le Léopold Palace », construit sur les plans de l'arch. Jean Finné en 1924 sur cinq niveaux et quatre travées sous toiture en terrasse, aujourd'hui transformé et étages présentant deux oriels surmontés d'un balcon dans les travées latérales.
Ainsi le numéro 41 (1923, arch. Léon Janlet), inspiré par l'Art Déco, tout comme les numéros 46 et 48, du même architecte en 1926, pourvus sur plan d'une décoration Art Déco. Encore en style moderniste les maisons aux numéros 53 et 55 (1926, arch. Constant Rostenne) et 57 à 63, toutes datant de 1925.
Au numéro 54 insistent les ateliers du maître-verrier Pierre Majérus, bâtis en plusieurs étapes depuis 1920.
Le deuxième tronçon de l'avenue, après la place des Acacias avec sa statue de Constantin Meunier, inclut de belles demeures de style Beaux-Arts reprises dans un tissu hétéroclite de style éclectique caractéristique du début du XXe siècle, ainsi que quelques édifices modernes (tels que les numéros 94-96, du 1964, et les numéros 88-90, du 1999).
De style éclectique à tendance classique, les nos 101 (1908, arch. Fernand Lefevre), 103-105, 107 (1908), 109 (1907), 111 (1908), 152 (1909), 158 (signé en façade «Arthur François/Archte Telepne 9827»), 160, 197 (1906, arch. Van Mulder), 225 et 227-229 (1911, arch. Georges Borgers).
Datant du début du XXe s., maisons à façade de briques alternées de pierre, parfois agrémentée d'éléments Art nouveau tels les nos 119 (1909), 121-123 et 125 (1907), 128 (1911) et 130 (1913, arch. J. M. Finné), 145 (1910), 147 (1910), 149, 163 (à l'angle de l'avenue des Coquelicots nos 2), 170 et 172, 173 (1908, arch. Henri Godsdeel) signé en façade, 175-177 (1908, arch. Edmond Abs), 176 (1908), 190, 192 et 194 (1910, arch. Ernest Devroye), 191 (1910), 199 (1908), 200 (1913, arch. William Saubert), 201 (1906, arch. Van Mulder), 205 (1905, Van Mulder), 221 (1912, E. De Neve), 237 (1906).
Au numéro 141 de l'avenue insiste une maison de Paul Cauchie du 1912, classé depuis le 16 mars 1995 : "Animée d'un jeu d'éléments décoratifs rentrants et saillants, façade enduite, de trois niveaux et trois travées, couronnée par un pignon polygonal. Au rez de chaussée, porte et fenêtres rectangulaires sur allèges au traitement rustique. Au 1er étage, logette axiale encadrée par des baies rectangulaires. Dernier niveau ajouré de trois baies à linteau droit, l'axiale remplaçant dans le plan originel un sgraffite représentant une figure féminine debout dans un décor floral englobant l'ouverture ovale du pignon."
En 1953 l'avenue de la Chasse est réaménagée comme artère "très roulante" entre la porte de Tervueren (Merode) et le pont du Germoir, avec suppression du terre-plein central et aménagement des voies de tram. Une circulation plus limitée est rétablie au XXIe siècle.
Au numéro 121 insiste[Quoi ?] l’édifice moderne de la bibliothèque Hergé.

## Liens externes

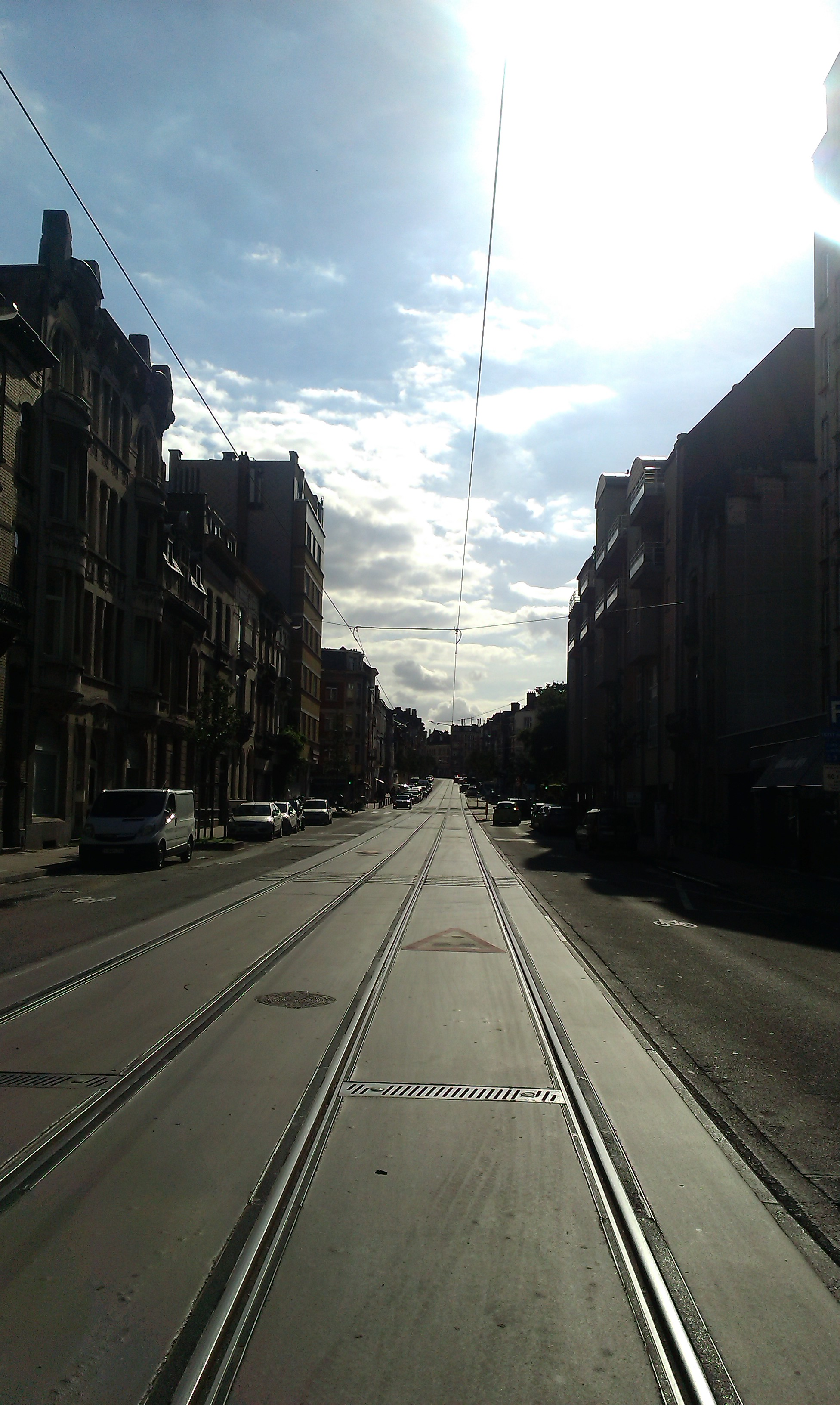
Etterbeek, Avenue de la Chasse
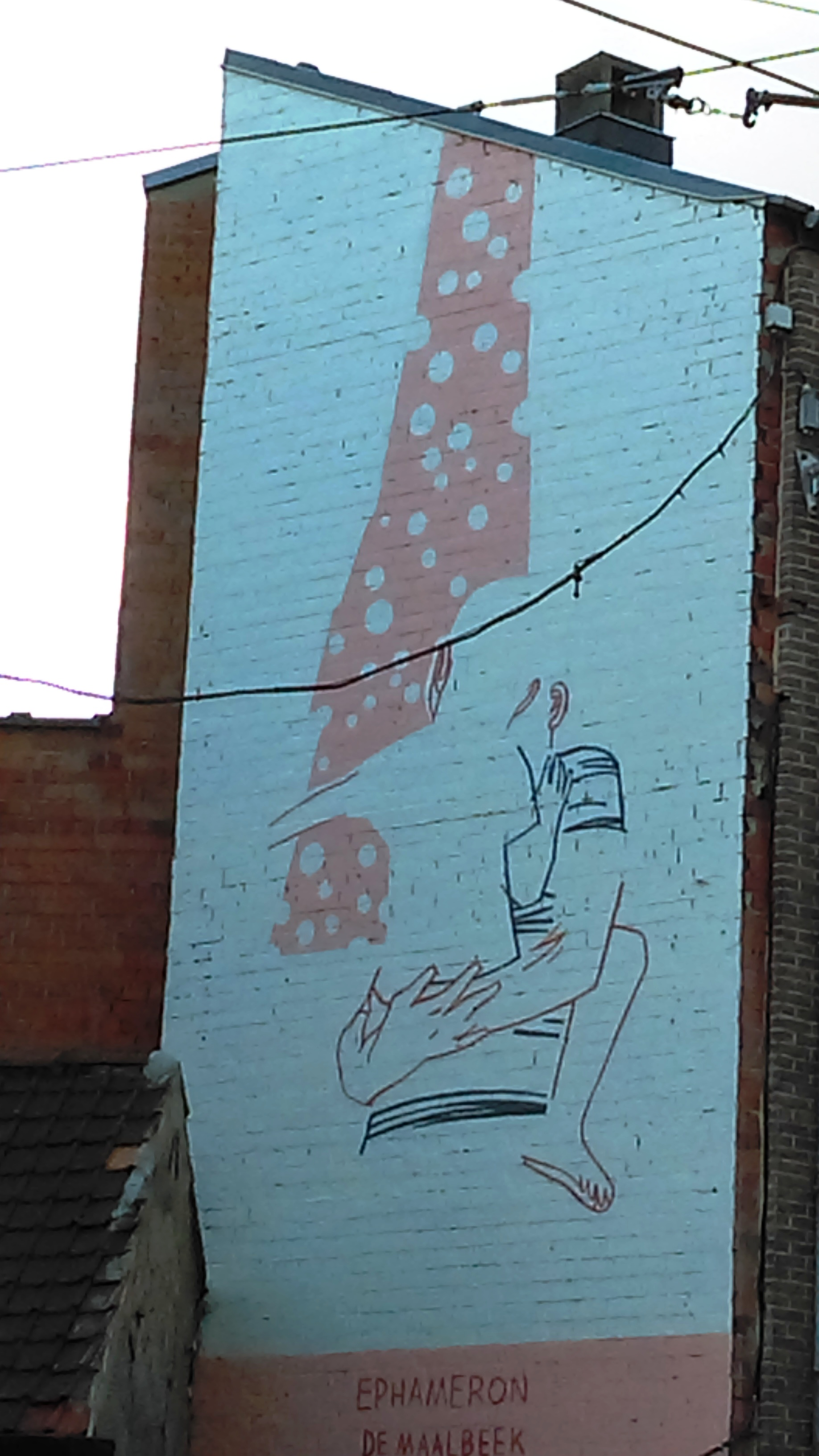
"Ephameron de Maelbeek", avenue de la Chasse, Etterbeek 2017
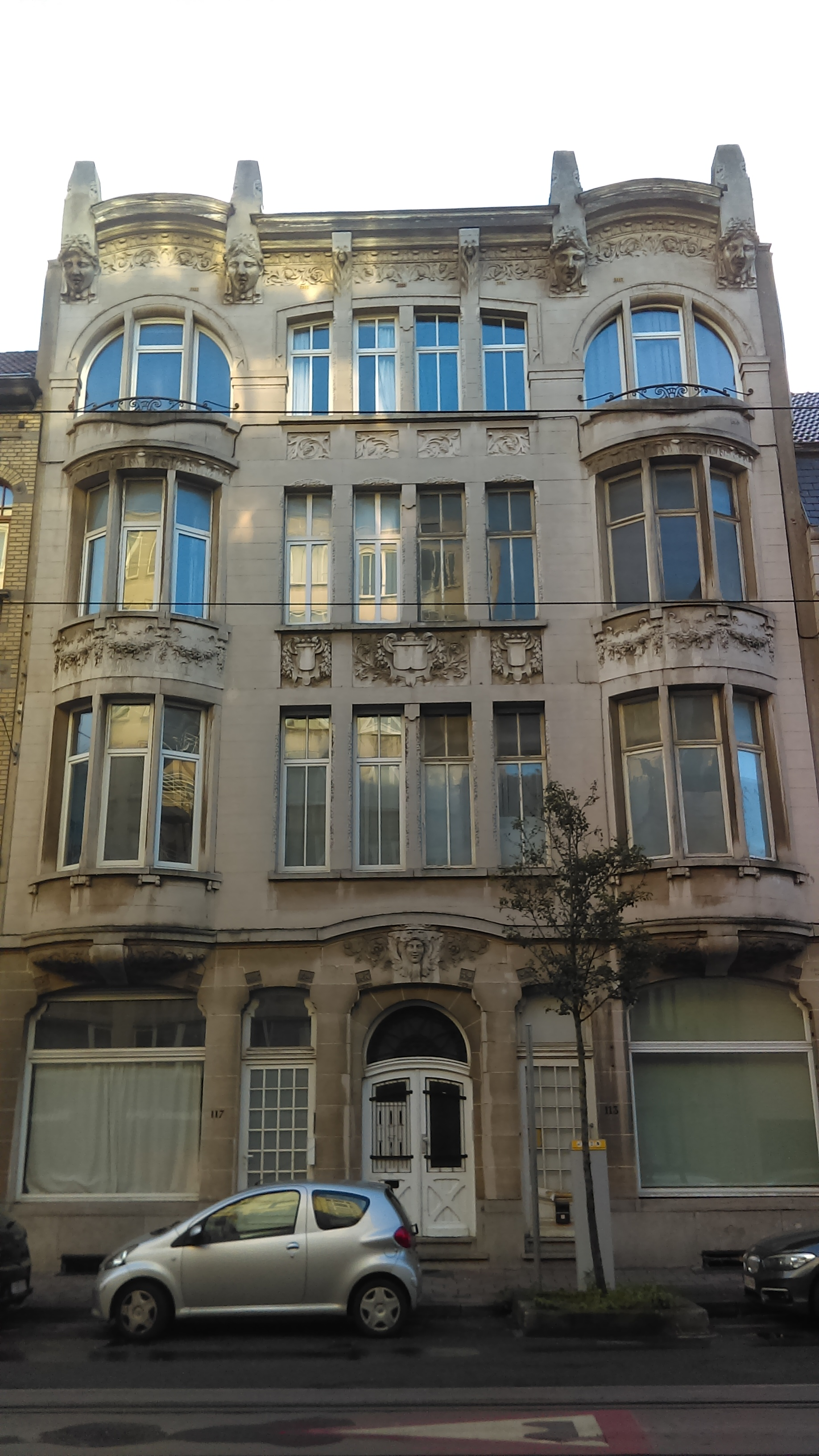
Etterbeek, Avenue de la Chasse 113-117 - Arch F. Dermond, 1909
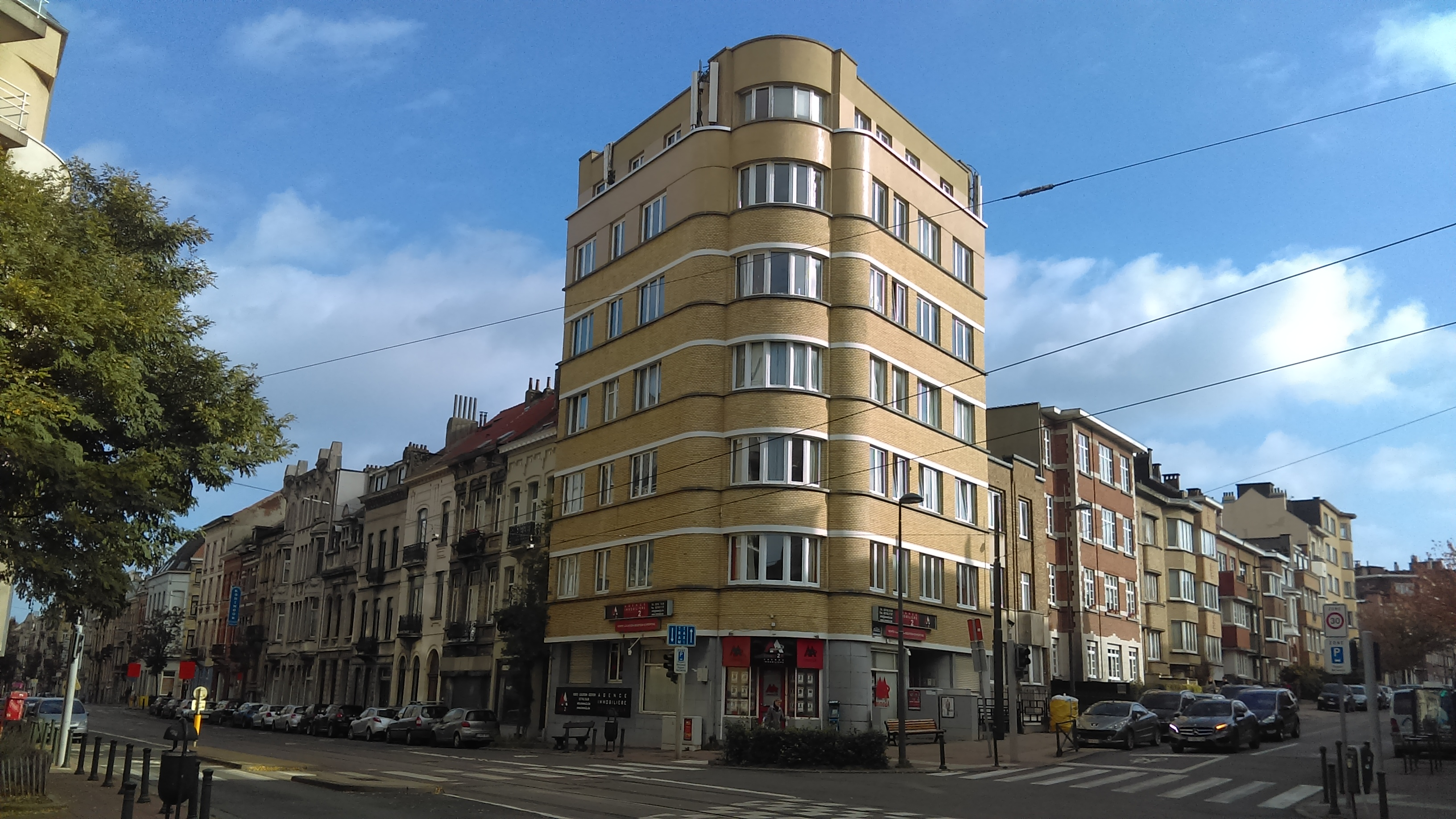
Etterbeek, avenue de la Chasse - avenue du Onze Novembre
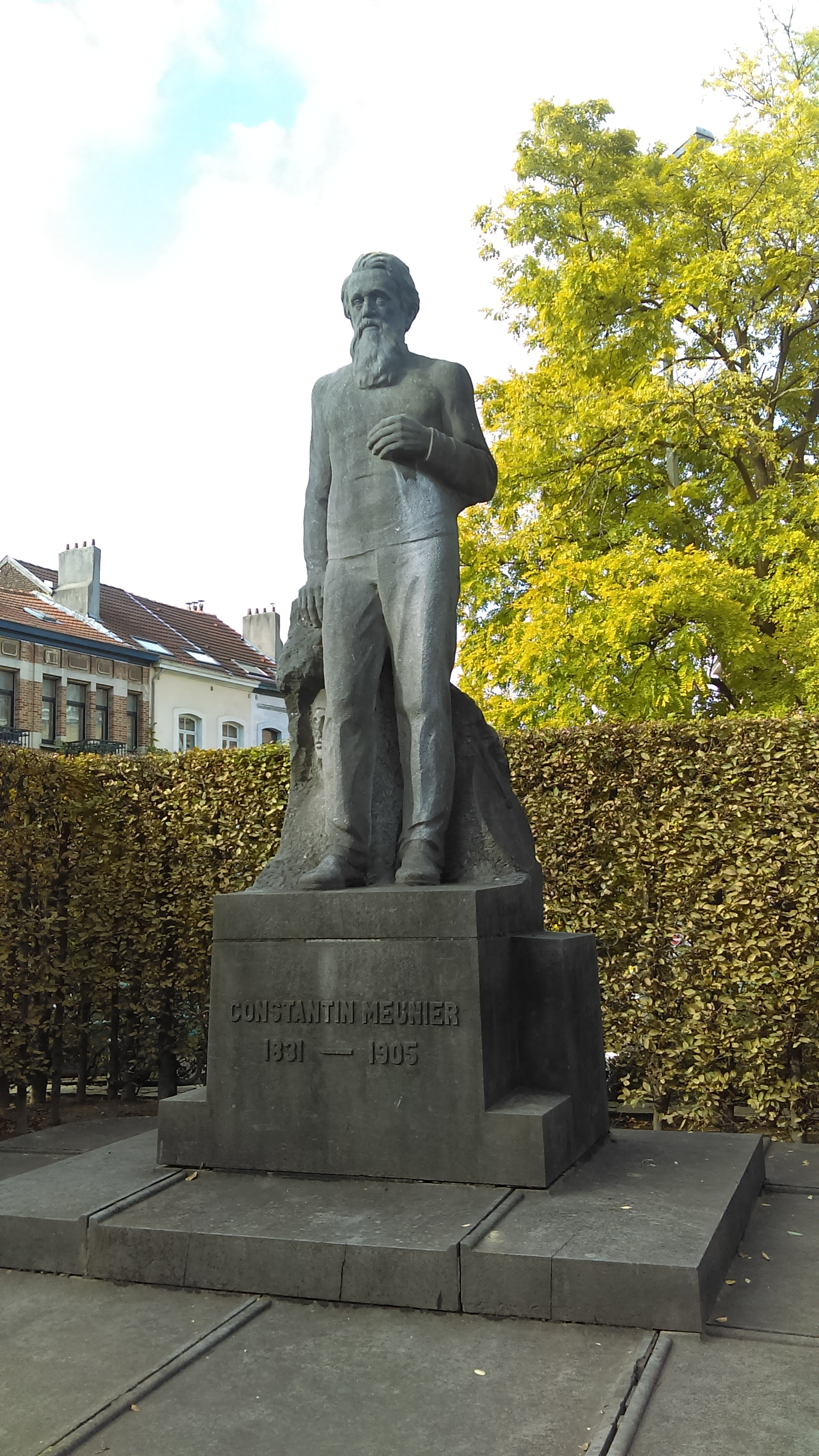
Etterbeek, avenue de la Chasse - place des Acacias, statue de Constantin Meunier
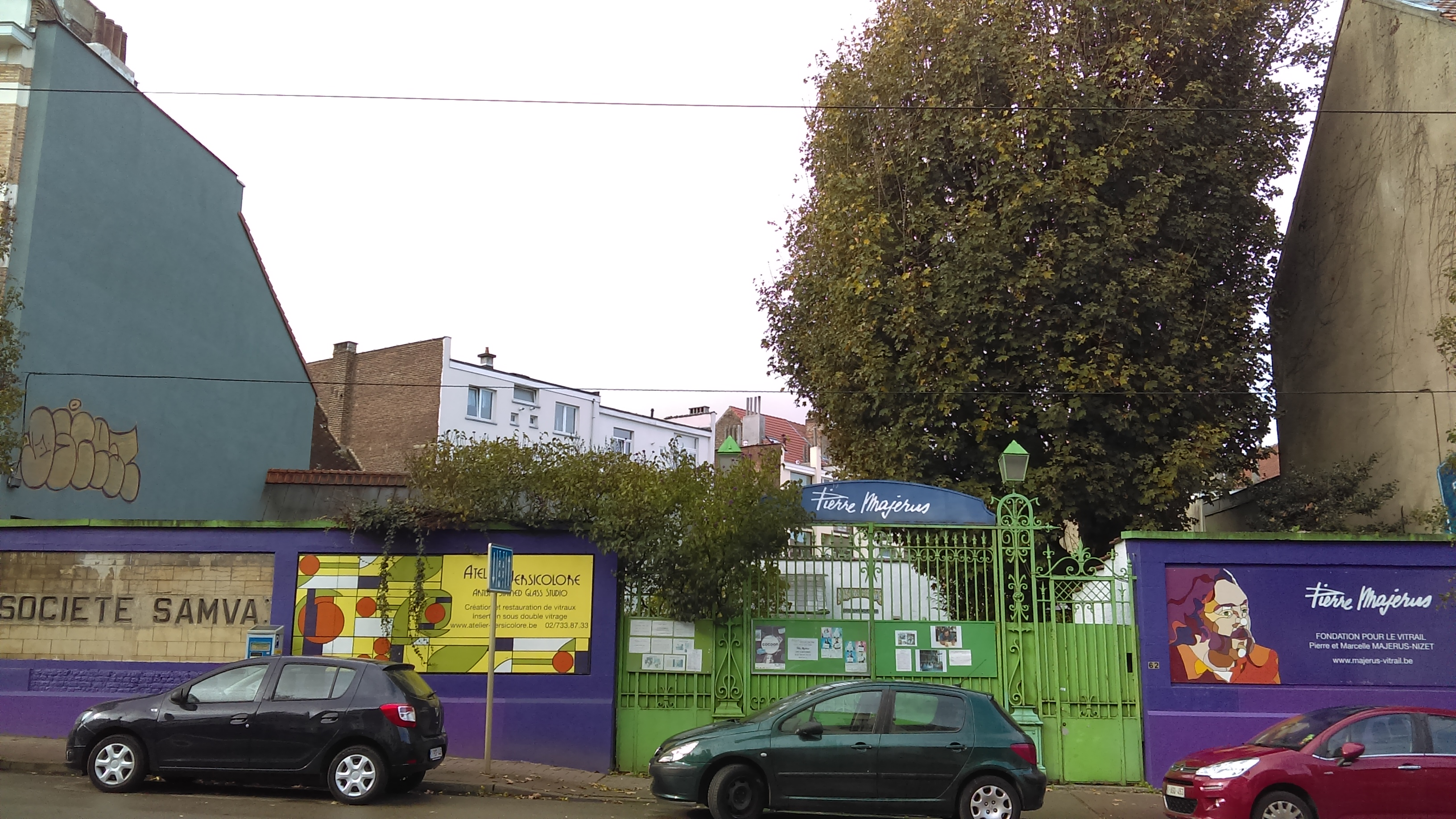
Atelier Pierre Majérus, avenue de la Chasse, Etterbeek
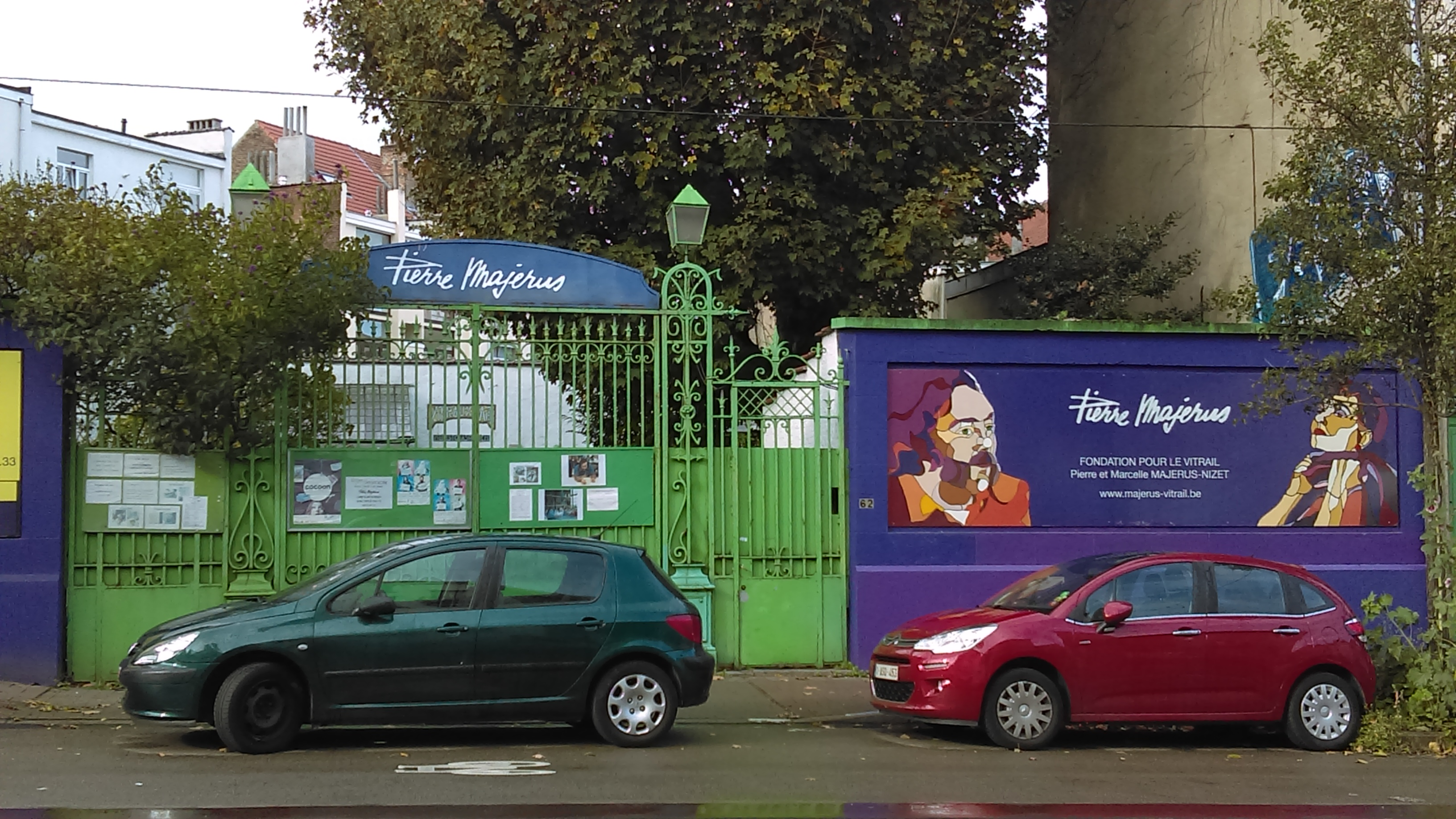
Atelier Pierre Majérus, avenue de la Chasse, Etterbeek